# Línea 8 (Maldonado)
La línea 8 es una línea de transporte colectivo del departamento de Maldonado, Uruguay. Une los balnearios Punta del Este y Piriápolis.
Hasta el 2010 este servicio era prestado por Olivera Hnos, año en el que se fusionó con CODESA, pasando a operarla hasta la actualidad.

## Paradas

### Ida
Durante la ida realizaba el siguiente recorrido, partiendo de la terminal:
Terminal Punta del Este, Bvr. Artigas, Av. Roosevelt, Explanada Terminal Maldonado, Av. Roosevelt, Av. España, Ruta 93, Ruta Interbalnearia, Camino de Los Arrayanes hasta km 2,5, Av. Uruguay, Punta Negra, Av. Argentina, Américas Unidas, Punta Colorada, Av. Central, Anacahuita, Rbla. Costanera, Punta Fría, Rbla. De Los Ingleses, Av. Francisco Piria, Misiones, Terminal Piriápolis.

### Vuelta
Para el recorrido de vuelta, hace la siguiente ruta:
Terminal Piriápolis, Misiones, Av. Francisco Piria, Defensa, Uruguay, Ayacucho, Av. Francisco Piria, Rbla. De Los Ingleses, Punta Fría, Rbla. Costanera, Punta Colorada, Anacahuita, Av. Central, Américas Unidas, Punta Negra, Av. Argentina, Av. Uruguay, Camino de Los Arrayanes, Ruta Interbalnearia, Ruta 93, Av. España, Av. Roosevelt, Av. Camacho, Burnet, 18 de Julio, Sarandí, San José, Terminal Maldonado, Av. Acuña de Figueroa, Av. Roosevelt, Bvr. Artigas, Terminal Punta del Este.

## Localidades
Este servicio pasa por las siguientes ubicaciones.
- La Falda
- Punta Negra
- Portezuelo
- Ocean Park
- Ciudad de Maldonado
- Punta del Este